# Nestor Vítor
Nestor Víctor dos Santos (Paranaguá, 12 de abril de 1868 — Rio de Janeiro, 13 de outubro de 1932) foi um poeta, contista, ensaísta, romancista, crítico e conferencista brasileiro.
Foi amigo e estudioso da obra de Cruz e Sousa, publicando "Obras Completas" (1923-1924), um estudo sobre a obra do poeta catarinense. Autor de uma vasta obra, também foi um divulgador da literatura estrangeira, em particular a francesa. É um dos poetas partícipes da escola literária conhecida como Simbolismo.

## Biografia
Fez parte do grupo simbolista carioca e deu apoio ao grupo Festa. Foi o pioneiro, no Brasil, a dissertar sobre Ibsen, Emerson e Novalis, em quem, num artigo de 1899, percebeu a "genealogia" de Mallarmé. Apontou assim o neo-romantismo dos simbolistas, seu privilégio da imaginação, como apontou também seus limites em terras brasileiras. Tem um livro de poemas e outros de ficção e ensaios; foi mais um poeta que deixou sua marca na história.

## Obras
- Signos (contos - 1897);
- Cruz e Souza (1899);
- Amigos (1900);
- A Hora (1901);
- Transfigurações (versos - 1902);
- A Terra do Futuro (1913);
- O Elogio da Criança (1915);
- Três Romancistas do Norte (1915)
- Farias Brito (1917);
- Cartas à Gente Nova(1924);
- Folhas que Ficam (1920);
- O Elogio do Amigo (1921);
- Parasita (novela - 1928);
- Os de Hoje (1938) póstumo;
- Paris, Livraria Francisco Alves, Rio de Janeiro, 1911;
- A Crítica de Ontem 1919;
- Prosa e Poesia, Ed. Agir, 1963.